# David Suazo
Óscar David Suazo Velázquez (San Pedro Sula, 5 november 1979) is een voormalig Hondurees betaald voetballer die bij voorkeur in de aanval speelde. Hij verruilde in 2007 Cagliari Calcio voor Inter Milan, dat hem gedurende het seizoen 2009-'10 verhuurde aan Genoa CFC. In maart 1999 debuteerde hij in het Hondurees nationaal elftal. Suazo heeft als bijnamen El Rey David (Koning David) en Pantera Nera (Zwarte Panter).
Suazo speelde in eigen land van 1996 tot 1999 bij Club Deportivo Olimpia. Bij deze club won de aanvaller twee landstitels (1998, 1999), de Hondurese beker (1998) en de Supercopa (1997). Sinds 1999 staat hij onder contract bij Cagliari Calcio. In het seizoen 2005/2006 eindigde Suazo als derde op de topscorerslijst van de Serie A met 22 doelpunten. Alleen Luca Toni van AC Fiorentina met 31 goals en David Trezeguet van Juventus met 23 goals scoorden meer. In januari 2007 ontving Suazo de Oscar del Calcio voor beste buitenlander in de Serie A in 2006, samen met de Braziliaan Kaká van AC Milan. In juni 2007 leek Suazo dicht bij een transfer naar Internazionale, maar door de leiding van deze club niet snel genoeg handelde leek AC Milan de aanvaller voor veertien miljoen euro over te kunnen nemen van Cagliari Calcio. Suazo bleek echter al een voorcontract te hebben getekend bij Internazionale voordat AC Milan het bod uitbracht, waardoor de Hondurees alsnog naar Internazionale vertrok.
In augustus 2008 werd bekend dat Internazionale Suazo voor één seizoen verhuurde aan de Portugese topclub SL Benfica. In december 2009 werd bekend dat hij het seizoen 2009/2010 af zou maken bij Genoa CFC. De club nam Suazo op huurbasis over en bedwong een optie tot koop.

## Clubstatistieken
| seizoen | club                   | land     | competitie    | wedstrijden | doelpunten |
| ------- | ---------------------- | -------- | ------------- | ----------- | ---------- |
| 1996/97 | Club Deportivo Olimpia | Honduras | Liga Nacional | ??          | ??         |
| 1997/98 | Club Deportivo Olimpia | Honduras | Liga Nacional | ??          | ??         |
| 1998/99 | Club Deportivo Olimpia | Honduras | Liga Nacional | 10          | 5          |
| 1999/00 | Cagliari Calcio        | Italië   | Serie A       | 13          | 1          |
| 2000/01 | Cagliari Calcio        | Italië   | Serie B       | 33          | 12         |
| 2001/02 | Cagliari Calcio        | Italië   | Serie B       | 34          | 9          |
| 2002/03 | Cagliari Calcio        | Italië   | Serie B       | 35          | 10         |
| 2003/04 | Cagliari Calcio        | Italië   | Serie B       | 45          | 19         |
| 2004/05 | Cagliari Calcio        | Italië   | Serie A       | 22          | 7          |
| 2005/06 | Cagliari Calcio        | Italië   | Serie A       | 37          | 22         |
| 2006/07 | Cagliari Calcio        | Italië   | Serie A       | 34          | 15         |
| 2007/08 | Internazionale         | Italië   | Serie A       | 27          | 8          |
| 2008/09 | → SL Benfica (huur)    | Portugal | Primeira Liga | 12          | 4          |
| 2009/10 | Internazionale         | Italië   | Serie A       | 1           | 0          |
| 2009/10 | → Genoa CFC (huur)     | Italië   | Serie A       | 16          | 3          |
| 2010/11 | Internazionale         | Italië   | Serie A       | 0           | 0          |
| 2011/12 | Calcio Catania         | Italië   | Serie A       | 6           | 0          |
| Totaal  | Totaal                 | Totaal   | Totaal        | 325         | 115        |